# Acrosanthes
Acrosanthes, rod dvosupnica iz porodice čupavica. Postoji šest priznatih vrsta, sve su endemi u Južnoafričkoj Republici.
Rod je smješten u vlastitu potporodicu Acrosanthoideae.. Ovo ime potporodice prvi put je objavljeno u Taxon 66(5): 1161. 2017.

## Vrste
1. Acrosanthes anceps (Thunb.) Sond.
2. Acrosanthes angustifolia Eckl. & Zeyh.
3. Acrosanthes humifusa (Thunb.) Sond.
4. Acrosanthes microphylla Adamson
5. Acrosanthes parviflora J.C.Manning & Goldblatt
6. Acrosanthes teretifolia Eckl. & Zeyh.